# Jakub Niebieszczański
Jakub Niebieszczański (ur. 1988 w Pile) – polski archeolog, doktor habilitowany nauk humanistycznych. Specjalizuje się w geoarcheologii. Adiunkt na Wydziale Archeologii Uniwersytetu im. Adama Mickiewicza w Poznaniu.
Stopień doktorski uzyskał w 2017 na podstawie pracy pt. Krajobraz osadnictwa pradziejowego doliny rzeki Anthemous (Centralna Macedonia, Grecja) w świetle danych archeologicznych i paleogeograficznych (promotorem był prof. Janusz Czebreszuk). Habilitował się w 2023 na podstawie oceny dorobku naukowego i cyklu publikacji pt. Geoarcheologia i archeologia środowiskowa jako narzędzia poznania aktywności osadniczej i obrzędowej społeczności neolitu i epok metali w wybranych regionach Europy.